# Gron (Yonne)
Pour les articles homonymes, voir Gron.
Gron est une commune française située dans le département de l'Yonne (89) et la région Bourgogne-Franche-Comté, sur la rive gauche de l'Yonne à 5 km au sud de Sens. La ville, membre de la Communauté d'agglomération du Grand Sénonais, comptait 1260 habitants en 2022.
Ses habitants sont appelés les Gronois. La ville de Gron est jumelée a la ville de Gory au Mali.

## Géographie
La commune s'étend sur 11,7 km² et compte 1 313 habitants depuis le dernier recensement de la population. Avec une densité de 111,9 habitants par km², Gron a connu une nette hausse de 17,4% de sa population par rapport à 1999.
Située à 85 mètres d'altitude sur la rive gauche de l'Yonne, la commune est proche du parc naturel régional du Gâtinais Français et 5 km au sud de Sens. Son altitude varie entre 66 et 124 m.

### Climat
Pour des articles plus généraux, voir Climat de la Bourgogne-Franche-Comté et Climat de l'Yonne.
En 2010, le climat de la commune est de type climat océanique dégradé des plaines du Centre et du Nord, selon une étude du Centre national de la recherche scientifique s'appuyant sur une série de données couvrant la période 1971-2000. En 2020, Météo-France publie une typologie des climats de la France métropolitaine dans laquelle la commune est exposée à un climat océanique altéré et est dans la région climatique  Nord-est du bassin Parisien, caractérisée par un ensoleillement médiocre, une pluviométrie moyenne régulièrement répartie au cours de l’année et un hiver froid (3 °C). 
Pour la période 1971-2000, la température annuelle moyenne est de 11,2 °C, avec une amplitude thermique annuelle de 15,6 °C. Le cumul annuel moyen de précipitations est de 678 mm, avec 11,2 jours de précipitations en janvier et 7,6 jours en juillet. Pour la période 1991-2020, la température moyenne annuelle observée sur la station météorologique de Météo-France la plus proche, « Sens », sur la commune de Sens à 5 km à vol d'oiseau, est de 11,9 °C et le cumul annuel moyen de précipitations est de 644,7 mm. 
La température maximale relevée sur cette station est de 42,4 °C, atteinte le 25 juillet 2019 ; la température minimale est de −22,6 °C, atteinte le 14 février 1956,,. 
Les paramètres climatiques de la commune ont été estimés pour le milieu du siècle (2041-2070) selon différents scénarios d'émission de gaz à effet de serre à partir des nouvelles projections climatiques de référence DRIAS-2020. Ils sont consultables sur un site dédié publié par Météo-France en novembre 2022.

## Urbanisme

### Typologie
Au 1er janvier 2024, Gron est catégorisée bourg rural, selon la nouvelle grille communale de densité à sept niveaux définie par l'Insee en 2022.
Elle est située hors unité urbaine. Par ailleurs la commune fait partie de l'aire d'attraction de Sens, dont elle est une commune de la couronne,. Cette aire, qui regroupe 65 communes, est catégorisée dans les aires de 50 000 à moins de 200 000 habitants,.

### Occupation des sols
L'occupation des sols de la commune, telle qu'elle ressort de la base de données européenne d’occupation biophysique des sols Corine Land Cover (CLC), est marquée par l'importance des territoires agricoles (65 % en 2018), en diminution par rapport à 1990 (71,4 %). La répartition détaillée en 2018 est la suivante : 
terres arables (57,1 %), forêts (12,3 %), eaux continentales (10,2 %), zones agricoles hétérogènes (7,8 %), zones industrielles ou commerciales et réseaux de communication (6,4 %), zones urbanisées (6,1 %). L'évolution de l’occupation des sols de la commune et de ses infrastructures peut être observée sur les différentes représentations cartographiques du territoire : la carte de Cassini (XVIIIe siècle), la carte d'état-major (1820-1866) et les cartes ou photos aériennes de l'IGN pour la période actuelle (1950 à aujourd'hui).

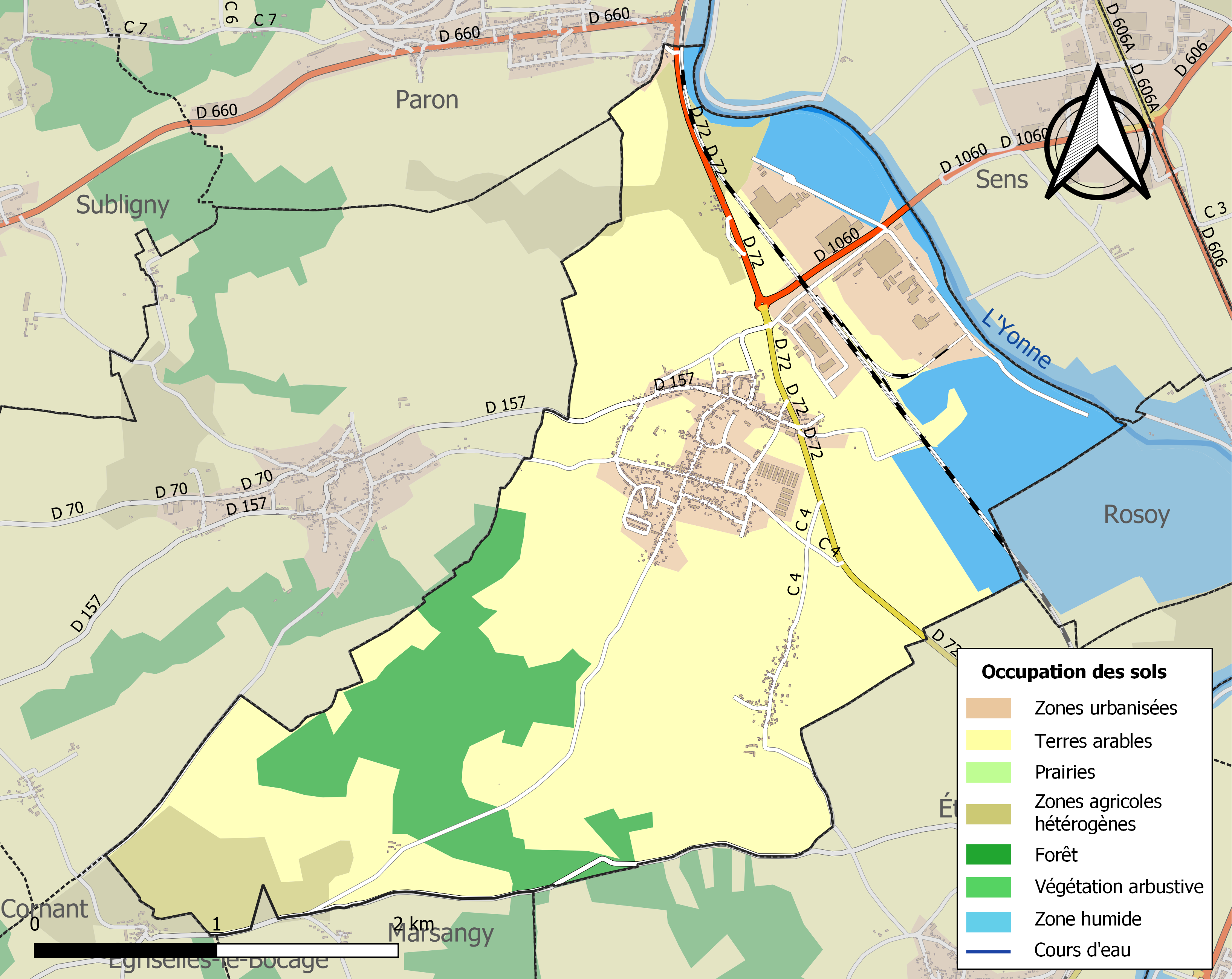
Carte des infrastructures et de l'occupation des sols de la commune en 2018 (CLC).

## Histoire
L'Homme semble s'être installé sur le site dès le Paléolithique inférieur à la période acheuléenne avec la découverte d'outils bifaces datant de cette période.
Puis pendant l'Antiquité et après la conquête de la Gaule, des photographies aériennes ont révélé la présence de villae gallo-romaines.
En 1790 a également été découvert des restes d'un aqueduc romain qui convoyait l'eau du ru en direction de Sens. Le ru alimentait également des moulins.
Attesté au IXe siècle, Gronnum dépend du comté de Sens. Les terres de Gron sont cédées à l'abbaye de Vauluisant au XIIIe siècle puis a à celle de Sainte Colombe de Sens au XVIe siècle qui la fait entourer de murailles en 1545. Au XVIIIe siècle, elle dépend de plusieurs co-seigneurs : les frères de Jassy, la famille de Polignac et le Maréchal Xavier de Saxe, oncle de Louis XVI, Roi de France.
Louis Antoine Fauvelet de Bourrienne, ministre, secrétaire et ami de Napoléon Ier y possédait un château dont il reste deux tours carrés ainsi qu'une plaque en son honneur dans l'église datée de 1811.
Durant la Révolution française, la commune a pris le nom de Grou en 1793.
Au XIIIe siècle, un port, dont une partie est la propriété de la famille des Barres (seigneurs de Chaumont), fonctionne à Chalecy. Le déplacement du trafic routier sur la rive droite de l'Yonne, provoqué par le développement rapide de Villeneuve-le-Roi (aujourd'hui Villeneuve-sur-Yonne), entraîne l'abandon de ce port, réactivé récemment.

## Économie
Un important port fluvial, relativement à la taille de la commune, exporte les productions régionales via l’Yonne, la Seine et le port du Havre depuis 2009. Les péniches ont un gabarit de 700 tonnes Parmi ces exportations, l’orge brassicole et des produits industriels semi-finis comme des tourets de câbles ou des réservoirs hydropneumatiques.
Le développement récent de ce port permet à Gron d'être relié au trafic international via la Seine.

## Politique et administration

### Liste des maires
| Période                                  | Période                        | Identité          | Étiquette            | Qualité |
| ---------------------------------------- | ------------------------------ | ----------------- | -------------------- | ------- |
| Les données manquantes sont à compléter. |                                |                   |                      |         |
|                                          |                                |                   |                      |         |
| mars 1977                                | octobre 2002                   | Albert Guillet    | PCF[réf. nécessaire] |         |
| Novembre 2002                            | Mars 2014                      | Gilles Milles     |                      |         |
| Mars 2014                                | En cours (au 19 décembre 2014) | Stéphane Perennes |                      |         |

## Démographie
L'évolution du nombre d'habitants est connue à travers les recensements de la population effectués dans la commune depuis 1793. Pour les communes de moins de 10 000 habitants, une enquête de recensement portant sur toute la population est réalisée tous les cinq ans, les populations de référence des années intermédiaires étant quant à elles estimées par interpolation ou extrapolation. Pour la commune, le premier recensement exhaustif entrant dans le cadre du nouveau dispositif a été réalisé en 2008.

En 2022, la commune comptait 1 260 habitants, en évolution de +3,03 % par rapport à 2016 (Yonne : −1,95 %, France hors Mayotte : +2,11 %).
| 1793 | 1800 | 1806 | 1821 | 1831 | 1836 | 1841 | 1846 | 1851 |
| ---- | ---- | ---- | ---- | ---- | ---- | ---- | ---- | ---- |
| 766  | 620  | 631  | 705  | 668  | 669  | 654  | 701  | 792  |

| 1856 | 1861 | 1866 | 1872 | 1876 | 1881 | 1886 | 1891 | 1896 |
| ---- | ---- | ---- | ---- | ---- | ---- | ---- | ---- | ---- |
| 746  | 736  | 738  | 717  | 725  | 679  | 652  | 567  | 530  |

| 1901 | 1906 | 1911 | 1921 | 1926 | 1931 | 1936 | 1946 | 1954 |
| ---- | ---- | ---- | ---- | ---- | ---- | ---- | ---- | ---- |
| 519  | 536  | 510  | 477  | 475  | 490  | 511  | 496  | 480  |

| 1962 | 1968 | 1975 | 1982 | 1990 | 1999  | 2006  | 2008  | 2013  |
| ---- | ---- | ---- | ---- | ---- | ----- | ----- | ----- | ----- |
| 565  | 602  | 540  | 660  | 918  | 1 118 | 1 207 | 1 225 | 1 238 |

| 2018  | 2022  | - | - | - | - | - | - | - |
| ----- | ----- | - | - | - | - | - | - | - |
| 1 254 | 1 260 | - | - | - | - | - | - | - |

## Lieux et monuments

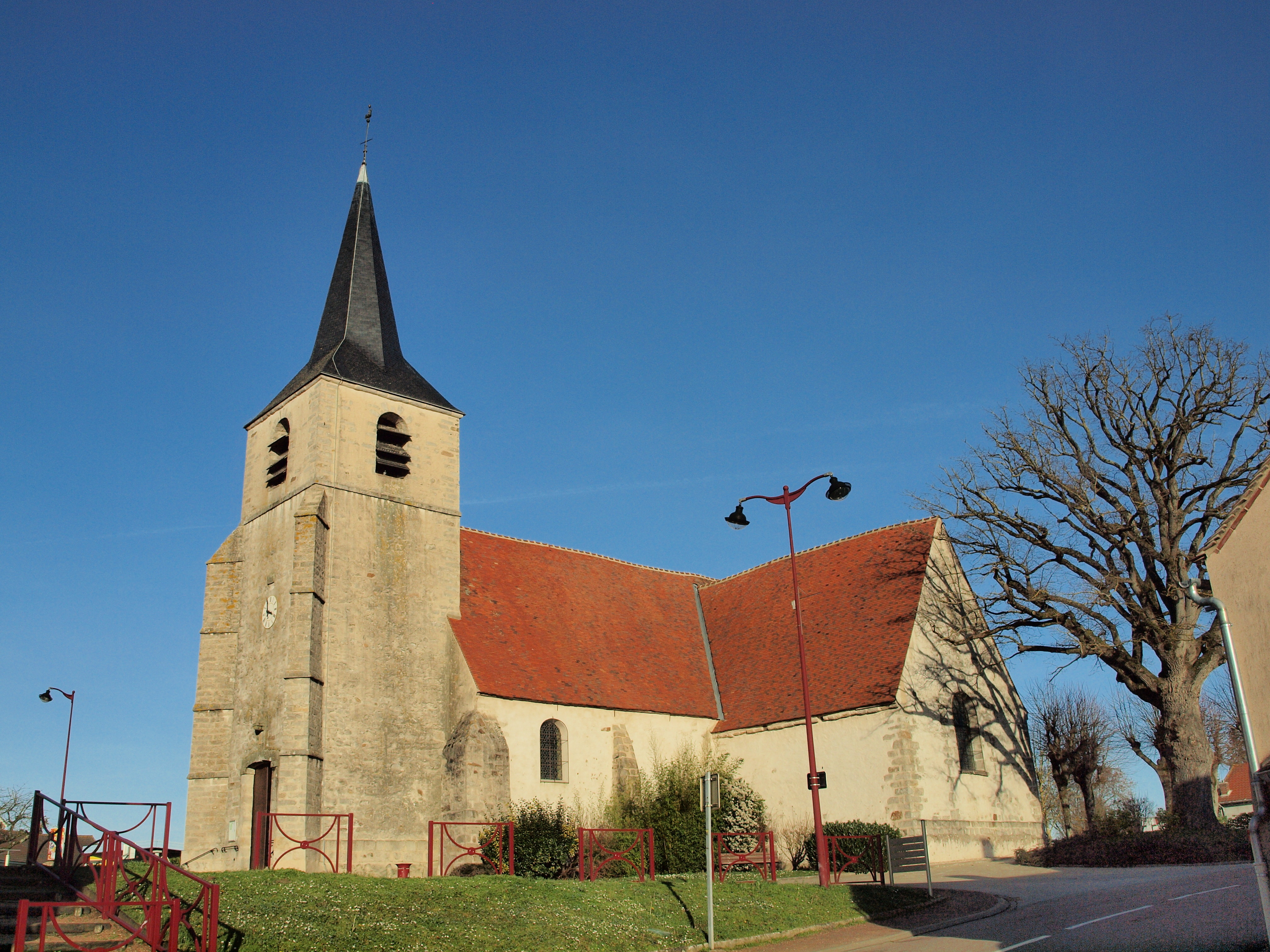
L'église.

- Église Saint-Germain, mentionnée en 1196 rebâtie sur une église primitive dont le portail biseauté a été réutilisé[15]. La tour-clocher date de 1739. Un tableau y représente l'Adoration des bergers. D'après l'abbé Leboeuf, l'église aurait abrité deux reliques importantes : deux côtes de Saint Germain d'Auxerre ainsi qu'un bout de tunique de la Vierge Marie que l'évêque Germain aurait envoyé[21].

## Personnalités liées à la commune
- Louis Antoine Fauvelet de Bourrienne (1769-1834), ami et secrétaire de Napoléon, Ministre puis Préfet de police de Paris et député de l'Yonne.

## Transports en commun
Deux lignes de transport en commun Transdev Senonais de Sens passe à Gron :
- Ligne 6 : Collège de paron - Gron Les Epenards
- Ligne 9 : Sens Champs-Plaisants - Gron Les Epenards